# Siren (Town)
Die Town of Siren ist eine von 21 Towns im Burnett County im US-amerikanischen Bundesstaat Wisconsin. Das U.S. Census Bureau hat bei der Volkszählung 2020 eine Einwohnerzahl von 1.004 ermittelt.
Town hat in Wisconsin eine grundlegend andere Bedeutung, als im übrigen englischsprachigen Bereich. Vielmehr entspricht sie den in den anderen US-Bundesstaaten üblichen Townships, die nach dem County die nächstkleinere Verwaltungseinheit bilden.

## Geografie
Die Town of Siren liegt im Nordwesten Wisconsins und wird Nordosten vom Clam River durchflossen, einem linken Nebenfluss des in den Mississippi mündenden St. Croix River, der die Grenze zu Minnesota bildet.
Die geografischen Koordinaten des Zentrums der Town of Siren sind 45°46′15″ nördlicher Breite und 92°19′55″ westlicher Länge. Sie erstreckt sich über eine Fläche von 93,2 km², die sich auf 81,4 km² Land- und 11,8 km² Wasserfläche verteilen. 
Die Town of Siren liegt im Süden des Burnett County und grenzt an folgende Nachbartowns:
| Town of Lincoln                   | Town of Meenon                              | Town of Sand Lake            |
| Town of Daniels                   | Kompassrose, die auf Nachbargemeinden zeigt | Town of La Follette          |
| Town of West Sweden (Polk County) | Town of Clam Falls (Polk County)            | Town of Lorain (Polk County) |

Unmittelbar an der nördlichen Grenze der Town liegt auf dem Gebiet der benachbarten Town of Meenon das Burnett County Government Center. Im Nordwesten liegt der vollständig von der Town of Siren umgebene Ort Siren, der nicht Bestandteil der Town ist.

## Verkehr
Der Wisconsin State Highways 35 verläuft in Nord-Süd-Richtung durch die Town of Siren. Der Wisconsin State Highway 70 verläuft in West-Ost-Richtung durch die Town. Die Kreuzung beider Straßen befindet sich in der Ortsmitte der Village of Siren. Alle weiteren Straßen sind untergeordnete Landstraßen, teils unbefestigte Fahrwege sowie innerörtliche Verbindungsstraßen.
Durch die Town of Siren verläuft in Nord-Süd-Richtung mit dem Gandy Dancer State Trail ein als Rail Trail bezeichneter kombinierter Wander- und Fahrradweg auf der Trasse einer stillgelegten Eisenbahnstrecke. Der Name des Wegs geht auf das Slangwort Gandy Dancer zurück, womit ein Eisenbahnarbeiter bezeichnet wurde.
Mit dem Burnett County Airport befindet sich an der Nordgrenze der Town auf dem Gebiet der Town of Meenon, gegenüber dem Countyverwaltungsgebäude, ein kleiner Flugplatz. Der nächste Großflughafen ist der Minneapolis-Saint Paul International Airport (160 km südwestlich).

## Bevölkerung
Nach der Volkszählung im Jahr 2010 lebten in der Town of Siren 936 Menschen in 408 Haushalten. Die Bevölkerungsdichte betrug 1,5 Einwohner pro Quadratkilometer. In den 408 Haushalten lebten statistisch je 2,29 Personen. 
Ethnisch betrachtet setzte sich die Bevölkerung zusammen aus 91,5 Prozent Weißen, 0,1 Prozent (eine Person) Afroamerikanern, 3,8 Prozent amerikanischen Ureinwohnern, 0,3 Prozent Asiaten sowie 1,6 Prozent aus anderen ethnischen Gruppen; 2,7 Prozent stammten von zwei oder mehr Ethnien ab. Unabhängig von der ethnischen Zugehörigkeit waren 2,1 Prozent der Bevölkerung spanischer oder lateinamerikanischer Abstammung. 
19,4 Prozent der Bevölkerung waren unter 18 Jahre alt, 59,0 Prozent waren zwischen 18 und 64 und 21,6 Prozent waren 65 Jahre oder älter. 48,0 Prozent der Bevölkerung war weiblich.
Das mittlere jährliche Einkommen eines Haushalts lag bei 37.875 USD. Das Pro-Kopf-Einkommen betrug 20.953 USD. 23,0 Prozent der Einwohner lebten unterhalb der Armutsgrenze.